# Sam & Dave
Sam & Dave — американський дует. Утворений 1958 року у місті Мемфіс. До складу дуету входили: Семуель Мур (Samuel Moore), 12 жовтня 1935, Маямі, Флорида, США — вокал та Дейв Прейтер (Dave Prater), 9 травня 1937, Осілло, Джорджія, США — 9 квітня 1988, Сайкмор, Джорджія, США — вокал.
До їх першого спільного виступу, який відбувся у маямському клубі «King Of Hearts», Мур співав у баптистському хорі свого батька та виступав з госпел-гуртом The Melonaires, а Прейтер входив до складу госпел-формації The Sensational Hummingbirds. Власник клубу «King Of Heart» Джон Ломело став менеджером дуету і допоміг їм укласти угоду з фірмою «Foulette». У період 1962-1964 років музиканти записали п'ять синглів та один альбом, які продюсував ветеран ритм-енд-блюзу Генрі Глоувер. Ці роботи не мали особливого успіху, однак після отримання контракту з фірмою Atlantic Records їх рейтинг значно піднявся (з політичних причин їх платівки почали з'являтись на фірмі «Stax», що тоді входила до концерну «Atlantic»). У записах їм допомагав гурт з Мемфісу, а найпопулярнішими піснями у їх виконанні стали пісні, які написали Айсек Хейс та Девід Портер, наприклад, «You Don't Know Like I Know», «Hold On I'm Coming» (1966), «Soul Man» (1967) та «І Thank You» (1968). Коли 1968 року фірма «Stax» відійшла від концерну «Atlantic», дует Sam & Dave почали переживати артистичну та особисту кризи. Хоча успіх синглу «Soul Sister, Brown Sugar» 1969 року дещо відсунув на другий план перспективу розпаду, все ж наступного року, коли Сем Мур розпочав сольну кар'єру, дует припинив свою діяльність.
Однак після запису трьох синглів, Сем знову приєднався до Дейва, і дует уклав угоду з фірмою «United Artiste». У сімдесяті роках їх артистична діяльність постійно ускладнювалась залежністю від наркотиків і непорозуміннями з законом. 1981 року дует розпався, а через рік Дейв Прейтер разом з Семом Деніелзом (Sam Daniels) утворив новий гурт Sam & Bill. 1988 року Сам Мур здобув успіх новою версією «Soul Man», яку він записав разом з Лу Рідом.

## Дискографія
- 1962: Sam & Dave
- 1966: Hold On, I'm Coming
- 1966: Double Dynamite
- 1967: Sam & Dave
- 1967: Soul Men
- 1968: I Thank You
- 1969: The Best Of Sam & Dave
- 1975: Back At 'Cha
- 1979: Sweet & Funky Gold
- 1984: Can't Stand Up For Falling Down
- 1987: Wonderful World
- 1993: Sweet'N'Soul: The Anthology